# 安日庫斯 (小區)
安日庫斯（葡萄牙語：Angicos）是巴西東北部北里約格朗德州中波蒂瓜爾中區的一個小區。

## 市鎮
安日庫斯下轄以下的市鎮：
- 阿方索贝泽拉
- 安日库斯
- 文托河畔凯萨拉
- 費南多-佩德羅薩
- 雅尔丁-迪安吉科斯
- 拉热斯
- 佩德拉普雷塔
- 拉热斯